# Tour du Poitou-Charentes 2017
Die 31. Tour du Poitou-Charentes 2017 war ein französisches Straßenradrennen in der Region Nouvelle-Aquitaine. Das Etappenrennen fand vom 22. bis zum 25. August 2017 statt. Es war Teil der UCI Europe Tour 2017 und dort in der Kategorie 2.1 eingestuft.
Gesamtsieger wurde der Däne Mads Pedersen von Trek-Segafredo.
Die erste Etappe war geprägt durch den Wind und durch Stürze. Am Ende kam zu einem Sprint von etwa 40 Fahrern. Diesen Sprint gewann der Italiener Elia Viviani (Sky) vor Nacer Bouhanni (Cofidis) und war damit erster Gesamtführender. Auf der zweiten Etappe siegte der Vortageszweite Bouhanni im Sprint vor Viviani. Dadurch übernahm Bouhanni die Gesamtführung.
Tags darauf gewann die dritte Etappe am Morgen Viviani vor Bouhanni wieder im Sprint und er holte sich die Gesamtführung zurück. Nachmittags gab es als vierte Etappe ein Einzelzeitfahren. Dieses gewann der Däne Mads Pedersen (Trek), der dadurch neuer Gesamtführender wurde.
Die fünfte Etappe endete wieder im Sprint. Marc Sarreau (FDJ) war dieses Mal am schnellsten und gewann die Etappe vor Viviani. Pedersen behielt die Gesamtführung und gewann damit die gesamte Rundfahrt.

## Teilnehmende Mannschaften
| WorldTeams (6)- AG2R La Mondiale - FDJ - Movistar Team - Sky - BMC Racing Team - Trek-Segafredo Professional Continental Teams (9)- Direct Énergie - Cofidis, Solutions Crédits - Fortuneo-Oscaro - Delko Marseille Provence KTM - Wanty-Groupe Gobert - Sport Vlaanderen-Baloise - Bardiani CSF - Gazprom-RusVelo - Wilier Triestina-Selle Italia Continental Teams (3)- HP BTP-Auber 93 - Roubaix Lille Métropole - Armée de terre |
| |

## Wertungen im Tourverlauf
| Etappe         | Etappensieger  | Gesamtwertung  | Punktewertung  | Bergwertung   | Nachwuchswertung | Teamwertung         |
| -------------- | -------------- | -------------- | -------------- | ------------- | ---------------- | ------------------- |
| 1              | Elia Viviani   | Elia Viviani   | Elia Viviani   | Jérémy Leveau | Marc Sarreau     | Wanty-Groupe Gobert |
| 2              | Nacer Bouhanni | Nacer Bouhanni | Nacer Bouhanni | Jérémy Cabot  | Mads Pedersen    | Wanty-Groupe Gobert |
| 3              | Elia Viviani   | Elia Viviani   | Elia Viviani   | Jérémy Leveau | Mads Pedersen    | Wanty-Groupe Gobert |
| 4              | Mads Pedersen  | Mads Pedersen  | Elia Viviani   | Jérémy Leveau | Mads Pedersen    | BMC Racing Team     |
| 5              | Marc Sarreau   | Mads Pedersen  | Elia Viviani   | Jérémy Leveau | Mads Pedersen    | Movistar Team       |
| Wertungssieger | Wertungssieger | Mads Pedersen  | Elia Viviani   | Jérémy Leveau | Mads Pedersen    | Movistar Team       |